# Beckii Cruel
Rebecca Anne Flint (sinh ngày 5 tháng 6 năm 1995) còn được biết đến với nghệ danh Beckii Cruel, là một vũ công và ca sĩ nhạc pop người Anh. Cô trở nên nổi tiếng tại Nhật Bản sau khi những video clip YouTube về các điệu nhảy nhạc pop được đăng trên Internet. Cô là người dùng thứ 17 về số lượng người đăng ký theo dõi nhiều nhất (đứng thứ 3 trong thể loại Nhạc sĩ) tại Nhật Bản trên YouTube vào ngày 25 tháng 8 năm 2010. Tài khoản YouTube của cô đã đạt 20 triệu lượt tải và hơn 99.000 người đăng ký theo dõi.

## Tiểu sử

### 1995-2009: Thời thơ ấu và khởi đầu
Flint sinh ra ở Blackpool, Lancashire nước Anh, con gái của một viên thanh tra cảnh sát và cựu giáo viên dạy múa. Cô cùng với gia đình mình chuyển đến sống ở Ramsey thuộc Đảo Man lúc mới 2 tuổi, tại đây cô theo học Trường Ramsey Grammar. Flint dần có hứng thú đến anime và manga vào lúc 11 tuổi khi lần đầu tiên cô đọc bộ manga Fruits Basket, nó đã khiến cô say mê nền văn hóa Nhật đến mức lao đầu vào học cả tiếng Nhật nữa. Ngày 22 tháng 7 năm 2007, cô bắt đầu tạo một kênh YouTube dưới cái tên "xBextahx" (từ một biệt danh mà cô có hồi nhỏ). Flint đã tải lên một số thứ từ rất sớm bao gồm vlog do cô làm chung với anh trai trên MacBook của mẹ. Ngày 19 tháng 1 năm 2008, cô bắt đầu đăng các đoạn video ghi lại các hình ảnh nhảy múa những bài nhạc J-pop và các bài hát chủ đề trong anime của mình từ căn phòng gác mái lên trang web chia sẻ video YouTube. Ngày 15 tháng 4 năm 2009, cô đăng một đoạn video cảnh mình khiêu vũ với Danjo, một meme Internet nổi tiếng của Nhật. Danjo theo tiếng Nhật nghĩa là đàn ông và phụ nữ. Rebecca bắt đầu nổi đình đám ở Nhật Bản sau khi các clip của cô trên Youtube được một trang web được yêu thích ở Nhật Bản là Nico Nico Douga đăng tải lại và ngay lập tức thu hút người hâm mộ.
Flint còn được giới truyền thông Nhật Bản gọi là "Leah Dizon tiếp theo". Ngoại hình và sở thích cosplay của cô đã tạo nên sự nổi tiếng với các fan Nhật Bản trên con đường trở thành một thần tượng moe. Mặc dù vậy, trong một cuộc họp báo, Flint thông báo trước phương tiện truyền thông rằng cô cũng nhận thức về độ tuổi và hình ảnh của mình sẽ thu hút sự chú ý không mong muốn từ Internet, như cha cô đã cảnh báo cô. Bố của Flint, ông Derek, cho rằng trở thành một nhân vật yêu thích trên Youtube là một trải nghiệm lớn đối với cô. Ông cũng nói rằng đó là một cuộc phiêu lưu to lớn với cô vì không phải thiếu nữ mới lớn nào cũng có dịp đi khắp toàn cầu và được nhiều người biết đến. Ông Derek còn cho báo giới biết rằng gia đình ông cho các con tiếp cận với mạng Internet nhưng Flint ý thức rất rõ về những mối nguy trên mạng. Cô đã được bố mẹ khuyên bảo kỹ lưỡng và luôn nói cho bố mẹ biết mỗi khi có vấn đề gì trên thế giới ảo.
Flint được sáu chiến dịch tiếp thị liên lạc trước khi ký hợp đồng với một công ty đại diện tài năng, Life Is So Cruel, Ltd. vào tháng 8 năm 2009. Lấy nghệ danh "Beckii Cruel", cô đã bay sang Nhật Bản để trình diễn với Taro ở Akihabara. Mặc dù Cruel đã có kinh nghiệm vũ đạo, múa ba lê trong suốt cuộc đời của mình, cô được yêu cầu phải trải qua một khóa đào tạo thanh nhạc. Cô bắt đầu tìm kiếm lời khuyên từ David Holland và theo cha mình nói "làm việc với anh ta ít nhất một lần một tuần".

### 2009–2010: This is Beckii Cruel!, Tsubasa wo Kudasai và Beckii: Schoolgirl Superstar at 14
Vào tháng 10 năm 2009, Cruel đến thăm Nhật Bản với một nhóm nhạc gồm nữ sinh viên đại học người Pháp 18 tuổi có nghệ danh Sarah Cruel, từ Lyon, và một nữ sinh 17 tuổi người Anh đến từ Portsmouth có nghệ danh Gemma Cruel. Ba cô gái lập thành tam ca có tên Cruel Angels (tạm dịch: Những thiên thần tàn bạo). Cô đã được kết nạp vào Tokuma Japan Communications, một trong những hãng phát hành lớn nhất của Nhật Bản, xếp cùng loại nhóm nhạc technopop đình đám Perfume.
Ngày 4 tháng 11 năm 2009, Cruel đã tự phát hành hai ca khúc trong hai album khác nhau, có tựa đề "No, Upper Matsuri" (の、アッパー祭 No, Appā Matsuri) và "No, Ballad Matsuri" (の、バラード祭 No, Barādo Matsuri) như một phần của loạt CD "No, Matsuri" (の、祭り) có sự xuất hiện của các ca sĩ nổi tiếng khác từ cộng đồng Video Nico Nico Douga tại Nhật. Ngày 7 tháng 11, cô bắt đầu kênh YouTube thứ hai của mình dưới cái tên "xBextahx2 ", kênh này dành cho vlog, bài hướng dẫn và ảnh chụp thực tế. Ngày 9 tháng 12, cô phát hành DVD thần tượng đầu tiên của mình, mang tên This is Beckii Cruel!. Nó đứng vị trí số 8 trên bảng xếp hạng DVD của Nhật Bản.
Cô đã phát hành đĩa đơn đầu tiên có sự xuất hiện của nhóm Cruel Angels mang tên "Tsubasa wo Kudasai" (翼をください Xin cho tôi đôi cánh) vào ngày 10 tháng 2 năm 2010, một bản hát lại các ca khúc thập niên 1970 của nhóm nhạc rock pop Nhật Akai Tori. Ngày 14 tháng 2 năm 2010, cô xuất hiện tại các sự kiện trực tiếp tại Lazona Kawasaki Plaza và ở Shibuya, Tokyo để quảng bá cho đĩa đơn mới. Đĩa đơn đạt vị trí số 84 trên bảng xếp hạng Oricon và đứng thứ hạng top 200 trong vòng hai tuần.
Ngày 12 tháng 8 năm 2010, BBC Three đã chiếu một phim tài liệu về cô với tựa đề Beckii: Schoolgirl Superstar at 14. Bộ phim tài liệu này đã mang lại cho cô một lượng khán giả Anh. Tính đến tháng 9 năm 2010, Cruel không còn liên kết với nhóm Cruel Angels và không còn là một thành viên của Cruel Angels Project, với lý do tranh chấp với quản lý của cô là nguyên nhân rời khỏi dự án.

### 2010–2011: whatacruelday và Beckii Cruel de Eigomimi
Ngày 31 tháng 10 năm 2010, Cruel mở một dự án YouTube với người bạn thân Amy Day, với tựa đề "whatacruelday", và một đôi bài viết hàng tuần về các chủ đề và trình bày những thách thức. Ngày 24 tháng 12, Cruel cho phát hành hai cuốn sách học tập ngôn ngữ thông qua ASCII Media Works mang tên "Beckii Cruel de Eigomimi". Có tới hai phiên bản là một bản tiếng Anh kinh doanh và một bản đàm thoại bình thường. Chúng ra mắt trong top thứ mười lăm của phần học tiếng Anh trong các cửa hàng sách tại Nhật Bản.

### 2011 đến nay: beckii.co.uk
Tháng 5 năm 2011, Cruel ra mắt trang web cá nhân của mình là http://beckii.co.uk. Trang web của Rebecca hiện là trang web được truy cập nhiều thứ hai với các fan âm nhạc ở Nhật Bản. Tính đến tháng 7 năm 2011, Cruel không còn được đại diện bởi Life Is So Cruel, Ltd., đang tìm cách chấm dứt hợp đồng của cô và không có thêm bất kỳ liên kết nào với công ty hay với Cruel Angels Project. Cô còn làm việc với Tom Nichols, người đã từng làm việc với Kylie Minogue và các nghệ sĩ khác. Cruel cho thu âm bài hát "You Can not Kiss Me" với hy vọng mình sẽ tiếp cận được một hợp đồng thu âm của Anh. Một CD đĩa đơn dành cho ca khúc này được phát hành vào mùa thu năm 2011. Đây là bài hát đầu tiên của cô hướng đến thị trường Anh.
Tính đến ngày 22 tháng 12 năm 2011, You Can't Kiss Me đã đạt số một trong bảng xếp hạng âm nhạc tuần Upfront Club, và số 15 trong bảng xếp hạng Commercial Club theo Music Week Magazine. Beckii bắt đầu quản lý một nhóm nhạc nữ vào năm 2012. mini album đầu tay của họ đã được dự kiến sẽ phát hành vào cuối năm đó, nhưng chẳng có tin tức gì mới ở bên ngoài.
Vào đầu năm 2012, Cruel bắt đầu làm việc nhằm thực hiện một album trọn vẹn. Album ban đầu dự kiến sẽ được phát hành vào ngày 15 tháng 12 năm 2012. Tuy nhiên, vào tháng 1 năm 2015, chẳng có tin tức mới nào được công bố về album đầu tay của Cruel. "U Can't Kiss Me" được dự kiến thêm vào album, dù do sự chậm trễ của album có khả năng đã bị hoãn lại. Vào cuối năm 2012, Beckii ghi âm giọng hát cho album đầu tay từ nhóm nhạc rock Gaijin của Anh là Area 11, bao gồm đĩa đơn 'Shi no Barado'. Bài hát đứng thứ 115 trong bảng xếp hạng đĩa đơn chính thức của Anh, chỉ thất bại trong việc đạt được top 100.
Vào tháng 8 năm 2013, Beckii đã phát hành phim tài liệu Independent Idol và đĩa đơn mới Future Fantasy. Bộ phim tài liệu dõi theo về một cô gái 17 tuổi tên Beckii đã thu âm bài hát đầu tiên của cô tại Nhật Bản trong ba năm. Video clip cho Future Fantasy đã đạt được gần 180.000 lượt xem vào tháng 1 năm 2015. Trong năm 2014, Beckii được mời biểu diễn tại Idol Matsuri ở Seattle, Washington, Hoa Kỳ, được xem là buổi biểu diễn đầu tiên của cô tại Mỹ.

## bcky Couture
Ngày 14 tháng 4 năm 2014, Beckii đã mở một shop quần áo handmade online có tên là bcky Couture. Tính đến tháng 8 năm 2014, shop bao gồm hai bộ sưu tập quần áo handmade. Bộ sưu tập này được đặt tên là The Debut Collection và Garden Days Collection. The Debut Collection gồm tám món đồ và Garden Days Collection có bốn món đồ.

## Danh sách đĩa nhạc

### Đĩa đơn
| Năm                                              | Ca khúc                                 | Vị trí xếp hạng cao trên Oricon |
| ------------------------------------------------ | --------------------------------------- | ------------------------------- |
| 2010                                             | "Tsubasa wo Kudasai" feat. Cruel Angels | 84                              |
| 2011                                             | "Just Wanna Have Some Fun"              | —                               |
| 2011                                             | "U Can't Kiss Me" feat. The Clones      | —                               |
| 2013                                             | "Future Fantasy"                        | —                               |
| "—" nghĩa là việc phát hành không được xếp hạng. |                                         |                                 |

### Với tư cách nghệ sĩ
| 2013                                                    | "Shi No Barado" (Area 11 có Beckii Cruel) | 115 | All The Lights In The Sky |
| "—" nghĩa là đĩa đơn chưa được xếp hạng hoặc phát hành. |                                           |     |                           |

## Danh sách video clip
| Tên                  | Album chi tiết                                    | Bảng xếp hạng Oricon DVD |
| -------------------- | ------------------------------------------------- | ------------------------ |
| This Is Beckii Cruel | - Phát hành: 9 tháng 12 năm 2010 - Định dạng: DVD | 54                       |